# II Reis
II Reis é um dos livros históricos do antigo testamento da Bíblia, vem depois de I Reis e antes de I Crônicas. Possui 25 capítulos. Narra a história do profeta Eliseu (sucessor do profeta Elias) e dos reis de Israel e Judá, dando prosseguimento aos acontecimentos narrados no livro de I Reis. Menciona a destruição do Reino de Israel, com sede em Samaria, que caiu em poder da Assíria em 722 AC, e a milagrosa resistência do rei Ezequias ao cerco de Senaqueribe. Termina com a destruição da cidade de Jerusalém por Nabucodonosor II, rei da 
Babilônia, em 586 a.C., o qual leva os judeus como escravos para a Mesopotâmia, conforme foi profetizado por Jeremias.
Mais do que uma relação pormenorizada de acontecimentos, estes livros fornecem uma reflexão crítica sobre a história do povo e dos reis que o governaram: a fidelidade a Deus leva à bênção; a infidelidade leva à maldição, à ruína e ao exílio (cf. 2Rs 17,7-23).
O templo e os profetas têm um papel importante nessa história. O Templo é o lugar da reunião de todo o povo para o encontro com Deus. A reforma de Josias procura reunir novamente todo o povo a partir do culto no Templo (2Rs 22-23). Os profetas são aqueles que mantêm viva a consciência do povo, os vigias das relações sociais e os grandes críticos da ação política dos reis. Sua intenção de fazer respeitar a justiça e o direito está sempre em primeiro plano, e eles se ocupam tanto de religião como de moral e política, pois tudo deve estar submetido a Deus, o único rei sobre o povo (cf. Is 6,5; Is 44,6; Zc 14,16).
As decepções com a monarquia se multiplicaram e, com a queda dos reinos de Israel e de Judá, volta o antigo ideal igualitário das tribos, formulado agora por Jeremias como Nova Aliança: uma sociedade sem mediações, na qual o próprio povo governa a si mesmo, graças ao conhecimento de Deus (Jr 31,31-34).

## Resumo dos reis de Judá e Israel[4][5]
- Saul (no começo bom, depois mau) - 40 anos
- Davi (bom) - 40 anos
- Salomão (bom) - 40 anos
- Roboão (mau) – separação das tribos - Judá - 17 anos
- Abias de Judá (mau - I Reis 15:3) – Judá - 3 anos
- Jeroboão (mau) – Israel - 931-910/9 AC - 21 anos
- Asa (bom) – Judá - 41 anos
- Nadab - Israel - 910-909 AC - 2 anos
- Baasa – Israel - 909/8-886 AC - 22 anos
- Jeosafá (bom) – Judá
- Ela – Israel -	886/5-885 AC - 2 anos
- Zimri – Israel - 885/4 AC - 7 dias
- Omri – Israel - 885/4-874 - 11 anos
- Acabe (mau) – Israel - 874/3-853 - 21 anos
- Jeorão (mau) – Judá
- Acazias (mau) – Israel - 853-852 - 2 anos
- Jorão – Israel - 852-841 - 11 anos
- Jeú – Israel - 841-813 - 28 anos
- Joacaz – Israel - 813-797 - 16 anos
- Joás – Israel - 797-782 - 15 anos
- Jeroboão II – Israel - 782/1-753 - 29 anos
- Zacarias – Israel - 753 - 6 meses
- Salum – Israel - 753/2 - 1 mês
- Menahem – Israel - 753/2-742 - 11 anos
- Pecahia – Israel - 742/1-740 - 2 anos
- Pecah – Israel - 740/39-731 - 9 anos
- Oseias – Israel - 731-722 - 9 anos
- Joás (no começo bom, depois mau) – Judá
- Amazias (no começo bom, depois mau) – Judá
- Uzias (no começo bom, depois mau) – Judá
- Jotão (bom) – Judá
- Acaz (mau) – Judá
- Ezequias (bom) – Judá
- Manassés de Judá (no começo mau, depois bom) - Judá
- Amom (mau) – Judá
- Josias (bom) – Judá
- Jeoiaquim (mau) – Judá – cativeiro para a Babilônia
- Zedequias (mau) – Judá